# Ichneumon obscurus
Ichneumon obscurus är en stekelart som beskrevs av Geoffroy 1785. Ichneumon obscurus ingår i släktet Ichneumon och familjen brokparasitsteklar. Inga underarter finns listade i Catalogue of Life.